# تمييز بالصور الضوئية في الحياة البرية
التمييز بالصور الضوئية هي تقنية تستخدم لتمييز ومتابعة أفراد عينة دراسة الحيوانات البرية على مدار الوقت. وتعتمد هذه التقنية على التقاط صور ضوئية لخصائض مميزة مثل أشكال الجلد والندبات على جسم الحيوان. ويشيع في الحيتانيات أن تستخدم هذه التقنية منطقة الزعنفة الظهرية والأجزاء المفلطحة في الذيل.
تستخدم تقنية التمييز بالصور الضوئية عمومًا كبديل لأساليب أخرى شاملة للتمييز تتطلب تثبيت جهاز على كل حيوان. وتتيح تلك التقنية إمكانية الحساب الدقيق لعدد الحيوانات في عينة الدراسة، بدلاً من الاعتماد على التقديرات التقريبية. كما تسمح للباحثين بإجراء دراسات طولية على أفراد على مدار عدة سنوات، مما ينتج بيانات حول دورة الحياة ومدة الحياة وأنماط الهجرة والعلاقات الاجتماعية بين الحيوانات.
تضم الأجناس التي دُرست باستخدام تقنيات تمييز الهوية بالصور الضوئية:
- الحوت القاتل
- الحوت السنامي
- قرش الحوت[1]
- شيطان البحر[2]
- الأخطبوط (وندربوس فوتوجينكوس)[3]